# Elohista

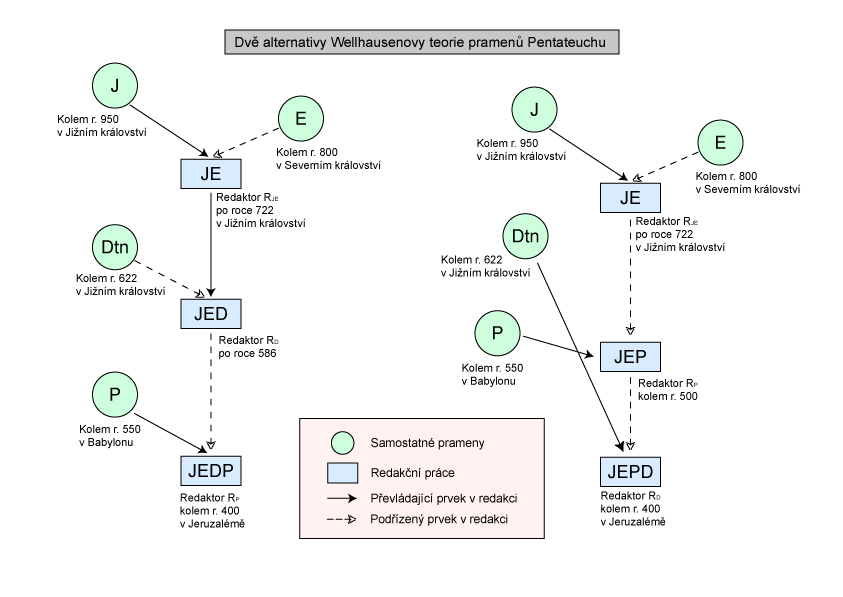
Schéma údajných hlavních autorů Tóry

Elohista je jedním z několika hypotetických autorů 5 Knih Mojžíšových a některých dalších biblických knih. Žil pravděpodobně v 9.–8. století př. n. l. v severním izraelském království.

## Vznik teorie
Některé teorie o vzniku Tóry zastávají názor, že 5 Knih Mojžíšových nebylo napsáno Mojžíšem, nýbrž jde o kompilaci mnoha různých textů od rozličných autorů. Nazývají se:
- Jahvista
- Elohista
- Deuteronomista
- Kněžský kodex

Druhý nejranější z těchto autorů je údajně „elohista“, který žil v 9.–8. století př. n. l. Získal své označení podle častého užívání Božího jména El nebo Elohim.

## Charakteristika elohisty
Elohistický autor má údajně několik hlavních charakteristik, které vychází ze základních premis:
1. Autor žil v určité době, která se odráží v jeho textu
2. Autor psal některé texty na základě starších ústních či písemných pramenů
3. Autor psal text s určitým záměrem a účelem

Pomocí těchto premis lze zpětně zrekonstruovat, kým elohista byl a které biblické texty napsal.

## Elohistická škola
Podle složení elohistického textu se zdá, že elohista byl silně spojen se školou proroka Elijáše a Elíši v severním izraelském království.[zdroj⁠?!]

## Elohistické prvky

### Užívání jména Elohim
Elohista užívá pro Boha jméno El či Elohim. Tento princip důsledně uplatňuje v textech týkajících se doby před Mojžíšovým prorockým zjevením u hořícího keře, při popisu pozdějších událostí i on používá tetragrammaton. Tato důslednost je v souladu s tím, že elohistovi je připisována pasáž, v níž je tetragrammaton jako do té doby neznámé Boží jméno zjeven Mojžíšovi. Je z ní také dovozováno, jak velký historický význam přikládá elohista Mojžíšovi a jeho působení.

### Užívání jiných jmen a názvů
Elohista používá pro některé osoby nebo místa odlišné jméno než jahvista. Příkladem může být Mojžíšův tchán Reúel, kterého jahvista nazývá Jetro, nebo hora Horéb (nebo Choréb), která je v jahvistickém textu pojmenovává mnohem známějším označením – hora Sínaj.

### Slovní obraty
Typickým slovním obratem, který Elohista užívá, je zdvojení Božího volání. V pasáži, kde má Abrahám obětovat syna, je na něj zavoláno „Abraháme, Abraháme!“. V pasáži, kde je se Bůh objeví v hořícím koři, zavoláše na Mojžíše: „Mojžíši, Mojžíši!“. Podobný obrat lze však nalézt i v jiných textech, jako např. v pasáži, kde je za proroka a soudce povolán mladičký Samuel a je na něj zavoláno: „Samueli, Samueli!“

## Vzdálený Bůh
Elohista je údajně autorem těch textů, které popisují Boha jako vzdáleného lidem. Jeho hlavní charakteristikou je spravedlivost.
Elohistický Bůh je Bohem, kterého se máme bát. Je "záhadný". Nemluví s člověkem tváří v tvář, ale posílá anděly, aby s lidmi rozmlouvali. Lidé se nemají snažit chápat jeho motivy, mají pouze poslouchat přikázání, která jim Bůh skrze své proroky sděluje. Člověk je souzen podle toho, nakolik se řídil Božími příkazy.
Pasáže v Bibli, kde Bůh přikazuje Abrahámovi obětovat syna, kde Mojžíš nařídí povraždit všechny uctívače Zlatého telete, kde je Saul odsouzen za to, že neposlouchal proroka Samuela, kde Elijáš nechá zabít všechny Baalovy kněze, kde jsou malé děti sežrány medvědem, protože se smáli proroku Eliášovi za jeho plešatou hlavu, jsou typickými literárními obraty, které elohista používá.